# پل مشیر
پل مشیر یا دالکی به درازای ۱۳۰ متر بر روی رود دالکی در دشتستان استان بوشهر، جاده شیراز به بوشهر، بعد از شهر دالکی قرار دارد. بلندای بلندترین دهانه آن ۱۱٫۴۰ متر و پهنای آن ۱۰٫۵۰ متر است. از دورهٔ صفوی تا قاجار دو کاروانسرا در کنار این پل وجود دارد. این اثر در تاریخ ۴ مرداد ۱۳۷۸ با شمارهٔ ثبت ۲۴۱۱ به‌عنوان یکی از آثار ملی ایران به ثبت رسیده‌است.
این پل که دارای شش دهانه است در زمان ناصرالدین شاه قاجار به دستور ابوالحسن خان مشیرالملک و با معماری محمد رحیم شیرازی به صورت کامل مورد مرمت و بازسازی قرار گرفت و تا اواخر دوران پهلوی اول مورد استفاده قرار می‌گرفت.